# Enestegård
En enestegård er en gård, som før landboreformerne lå for sig selv og ikke indgik i et dyrkningsfællesskab. Enestegården adskiller sig derved fra enkeltgården, der nok lå for sig selv, men hvis drift alligevel var underlagt et dyrkningsfællesskab. Til enestegårde regnes ikke herregårde og lignende.

## Oprindelse og baggrund
Enestegårde har uens baggrund:
1. landskabelige forhold, idet enestegårde – modsat landsbyer – overvejende forekommer i dødisområder og på randmoræner samt i områder med bakket landskab; desuden sjældnere i kystegne end landsbyer og herregårde,
2. bevoksningsmæssige forhold, idet enestegårde forekommer hyppigere i skovegne end i skovløse egne.
3. Kulturhistorie. Bornholm og en del af Vestjylland var oprindeligt områder med enestegårde.

Tidmæssigt synes enestegårde fortrinsvis at være oprettet i anden halvdel af 1400-tallet og i anden halvdel af 1600-tallet.
Endelig synes vejrliget, ejendomsforhold og driftsforhold at spille en vis rolle for forekomsten af enestegårde.

## Enestegårde i de enkelte lande

### Nederlandene og Tyskland
I vadehavsområderne i Nederlandene og det nordvestlige Tyskland var enestegårde udbredt, men ikke enerådende, i forbindelse med kunstigt opførte værfter, små forhøjninger der ved højvande havde karakter af små holme eller øer, og som var byggede høje nok til at være tørre også under stormfloder. Sådanne enkeltgårdsværfter menes at være yngre end dem, hvor værftet omfattede en hel landsby. På sådanne værfter findes typisk en kunstigt regnvandsbassin, der blandt andet anvendes til at forsyne gårdens dyr (typisk køer) med drikkevand (gadekær eller på nordfrisisk feeding).

### Island
Island blev først bebygget i vikingetiden. Eftersom kvægavl og især fåreavl spillede en hovedrolle i driften, kom gårdene fra begyndelsen til at ligge spredt, og egentlige landsbyer forekom ikke i hverken vikingetid eller middelalder. På gårdene boede der ofte kun een familie, men i visse tilfælde kunne samme gård være hjem for to eller flere familier. På gårdene var beboelsesrum (opholdsstue og soverum) og stalde som regel sammenbyggede således, at gården udgjorde et sammenhængende bebyggelseskompleks, dog kunne der forekomme særskilte heste- og fårestalde beliggende for sig selv.

### Norge
I Norge var det i middelalderen almindeligt, at de enkelte gårde lå spredt for sig, men at de tilhørende jorder lå i fællesskab eller i sameje. Man kan derfor tale om enkeltgårde men ikke enestegårde. Dette gælder især i Vestlandet. På Austlandet og i Trøndelag var der derimod tale om egentligt selvstændige enestegårde.

### Finland
I Finland var bebyggelsen i middelalder og renæssance opdelt i to, klart adskilte områder: i det vestlige Finland omfattende Egentlige Finland, Satakunta, Nyland, Tavastland og det sydøstlige Österbotten lå gårdene samlede i landsbyer (i det mellemste og nordlige Österbotten dog mest som langstrakte bånd langs åer og elve), og her var vangebrug det almindelige dyrkningssystem. I det østlige Finland omfattende Savolax og Karelen lå gårdene derimod ofte spredt, og her udviklede svedjebrug sig til en foretrukken driftsform, hvorved landsbydannelser var uhensigtsmæssige.